# Enigma para Demônios
Enigma para Demônios é um filme brasileiro de 1975, dos gêneros suspense e terror, escrito e dirigido por Carlos Hugo Christensen, e com roteiro baseado no conto Flor, Telefone, Moça, de Carlos Drummond de Andrade.

## Sinopse
Jovem órfã que vivia em Buenos Aires vai morar com os tios em Ouro Preto, para tomar posse da sua herança. Ao visitar o cemitério onde a mãe foi enterrada, leva uma flor de um dos túmulos. A partir desse dia, ela começa a receber estranhos telefonemas ameaçadores.

## Elenco
- Monique Lafond .... Elza / Lúcia[2]
- Luiz Fernando Ianelli...Raul
- Mario Brasini ...Ricardo
- Lícia Magna ...  Laura
- José Mayer...Luis
- Rodolfo Arena ...Dr. Barbosa
- Palmira Barbosa ...  Jurema
- Eduardo Tornaghi...Ivan
- Daniel Carvalho ...Zenóbio
- Jotta Barroso...Diolindo, dono da confeitaria
- Rosita Thomaz Lopes

## Principais prêmios e indicações
Prêmio APCA 1977

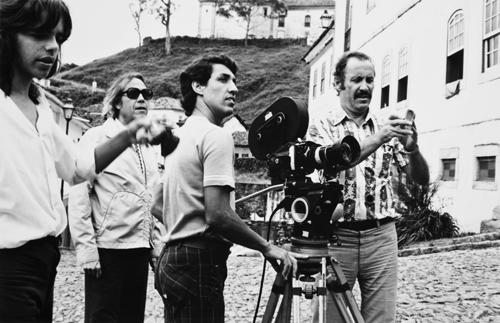
Rodagem do filme em Ouro Preto, 1974

- Venceu na categoria de melhor fotografia (Antônio Gonçalves).

## Curiosidades
O filme marcou a estréia de José Mayer no cinema.